# 广兴镇 (金堂县)
广兴镇，是中华人民共和国四川省成都市金堂縣曾经下辖的一个镇。2019年12月，撤销广兴镇，将其所属行政区域划归竹篙镇管辖。

## 行政区划
广兴镇撤销前下辖以下地区：
广严寺社区、熊安村、风岭村、何家沟村、桂花湾村、和平村、兴乐村、龙井村、九龙村和宝塔村。